# Ferrovia a gravità
La ferrovia a gravità (in inglese: gravity railroad o gravity railway) è un'infrastruttura ferroviaria costituita da un tracciato con una pendenza tale da consentire ai veicoli che trasportano minerali o passeggeri di percorrerlo grazie alla sola forza di gravità. Al termine del tracciato, le vetture sono poi trainate al punto di partenza in alto utilizzando la trazione animale o di un motore o di un cavo o catena. La velocità delle vetture in discesa è controllata da un meccanismo di frenata presente su uno o più veicoli del convoglio. Le tipiche montagne russe dei parchi divertimento sono progettate con la tecnologia della ferrovia a gravità.

## Tipi di ferrovia a gravità
Alcune ferrovie a gravità furono progettate per consentire che il peso delle vetture discendenti caricate sollevassero le vetture vuote indietro fino alla sommità, utilizzando un cavo ad anello attorno ad una puleggia nella parte superiore della linea. Un successivo progetto di John B. Jervis ha usato due tracciati separati: il cosiddetto tracciato pesante per i vagoni carichi di carbone e il tracciato leggero per restituire i vagoni vuoti alle miniere. Questo metodo ha permesso alle vetture di viaggiare in circolo, senza la necessità dello scambio dei binari. Un motore a vapore stazionario e un cavo, catena o barre di ferro circolari erano usati per riportare le vetture vuote al punto di partenza. Quando le vetture invertono la direzione di marcia alle estremità della linea su uno scambio o affluenza invece di un circolo, la ferrovia era conosciuta come ferrovia a gravità  regressiva.

### Ferrovia a gravità regressiva

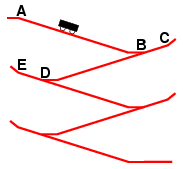
Schema di ferrovia ad inclinazione regressiva

Il termine "ferrovia a gravità regressiva" a volte è applicato alle ferrovie gravitazionali che utilizzavano speciali scambi automatici (attivati dalla quantità di moto) a forma di Y conosciuti come binari di regresso per invertire automaticamente la direzione di marcia del treno mentre questo scende lungo il pendio, in un caratteristico "zig-zag". Un tracciato separato era tipicamente usato per riportare in alto le vetture.
L'ideazione originale di questo tipo di sistema è ritenuto essere quella utilizzata della Mauch Chunk Switchback Railway, che trasportò carbone e passeggeri dal 1827 fino al 1933: divenne molto popolare fra i turisti e portò allo sviluppo dei roller coaster.

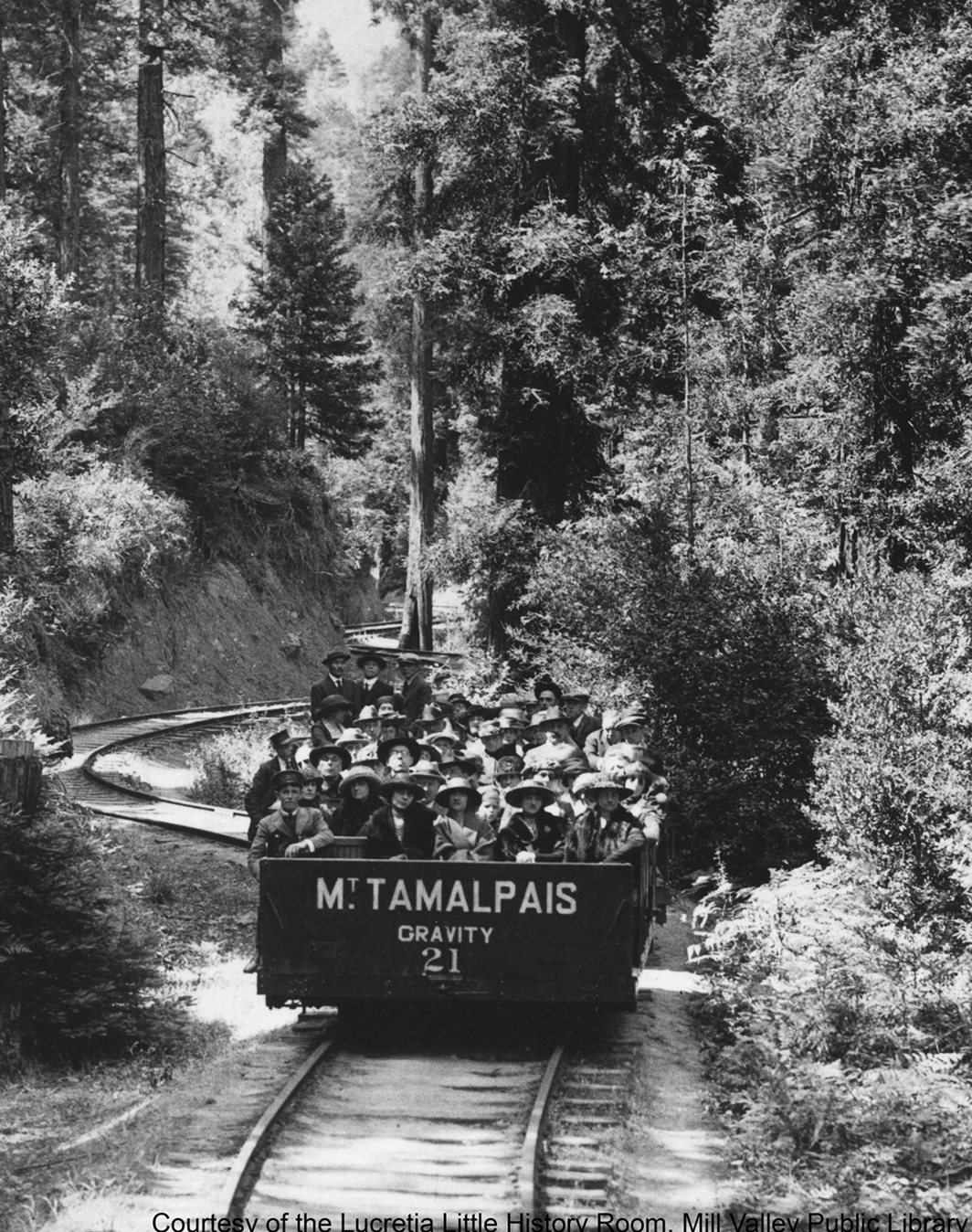
Vagone a gravità n. 21 della Mt. Tamalpais and Muir Woods Scenic Railway (1915 circa).

## Altre ferrovie inclinate
La funicolare non è una vera ferrovia a gravità, perché le vetture non possono muoversi liberamente, ma sono collegate ad un cavo. Neppure una ferrovia a cremagliera può definirsi una ferrovia a gravità, per motivi analoghi.

## In Italia
La ferrovia Modena-Sassuolo, attivata il 1º aprile 1883, era anche conosciuta come al trenèin dal còcc: in dialetto modenese il cuccio era la spinta iniziale che veniva impressa ai treni in partenza da Sassuolo che, sfruttando la lieve e regolare pendenza fino a Modena, congiungevano i due centri senza altro tipo di propulsione, raggiungendo velocità comprese fra i 20 ed i 30 km/h. Erano anche detti appunto "treni a gravità" e permettevano un notevole risparmio energetico, in termini di carbone non consumato. Pare che in testa venisse sistemato un carico pesante, un vagone di sabbia o maiali, per aumentarne la trazione verso valle. Ne era previsto solo uno al giorno, senza (ovviamente) fermate intermedie, portati a due durante la prima guerra mondiale.